# Princess Bubblegum
La Princesa Bonnibel Bubblegum  (conocida como Dulce Princesa en Hispanoamérica y Princesa Chicle en España) es un personaje ficticio de la serie animada estadounidense Hora de aventuras, creado por Pendleton Ward.
La Princesa Bonnibel Bubblegum es la gobernante del Dulce Reino, habitado por la «Dulce Gente». Es buena amiga de los protagonistas de la serie, Finn el Humano y Jake el Perro, apareciendo junto a ellos por primera vez en el piloto de Ward de 2008. La Dulce Princesa es la encarnación viva del Elemental de Dulce, formada a partir de una biomasa de chicle rosa, conocida como la «Madre Goma», en los años posteriores a la Guerra de los Champiñones. Además de gobernar el Dulce Reino, la Dulce Princesa es una científica brillante, dedicada a mejorar la existencia de los ciudadanos de su reino, logrando avances científicos regularmente en su laboratorio. La orientación sexual de la Dulce Princesa no ha sido confirmada oficialmente; sin embargo, en el final de la serie de Hora de aventuras, «Come Along with Me», ella y Marceline, la Reina Vampiro comparten un beso en pantalla, confirmando su relación romántica.
Una versión con género opuesto de la Dulce Princesa, llamada Dulce Príncipe, apareció en el episodio de la tercera temporada «Fionna y Cake».

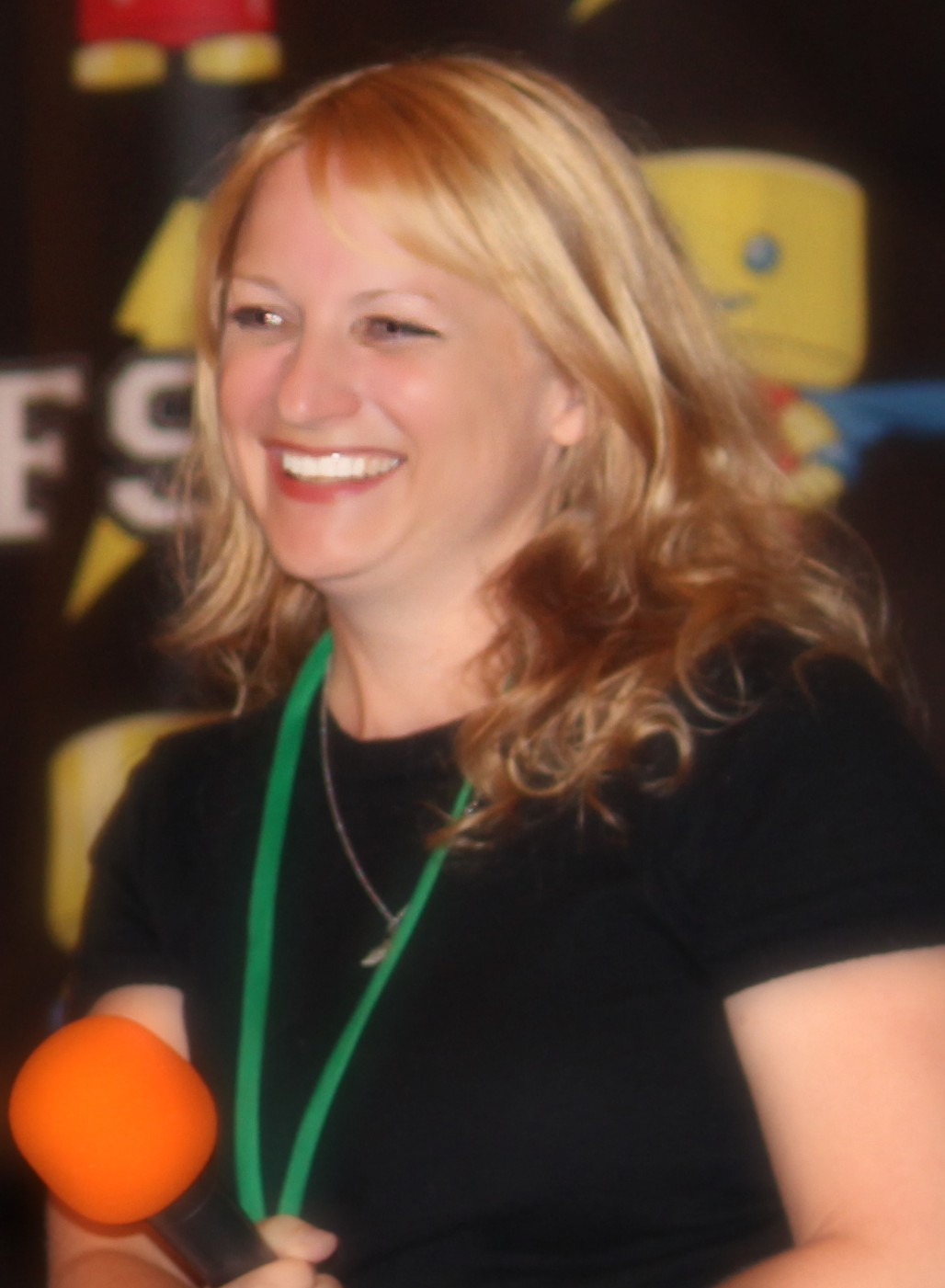
La Dulce Princesa es interpretada en inglés por la actriz Hynden Walch (2013).

## Personaje

### Personalidad
Dulce Princesa es típicamente muy amable y compasiva, con un fuerte sentido de la justicia, aunque a veces se desespera por sus responsabilidades. Es brillante, creando a la Dulce Gente y diversos dispositivos, incluyendo una máquina del tiempo en miniatura. Habla con fluidez alemán y coreano, usando este último para comunicarse con su amiga Lady Arcoíris. Dulce Princesa es escéptica respecto a la magia, negándose a reconocerla como algo más que «principios científicos presentados como supersticiones místicas.».
El liderazgo de Dulce Princesa es paternalista debido a la naturaleza ingenua e infantil de sus súbditos. Ella cree que, sin una mano guía, se destruirían rápidamente a sí mismos. Dulce Princesa es muy protectora con la Dulce Gente y se preocupa profundamente por su seguridad, pero en secreto se siente agobiada por las presiones de gobernar y expresa un deseo de libertad de sus responsabilidades. Tras una experiencia cercana a la muerte al final de la segunda temporada, comienza a aislarse y se vuelve sobreprotectora con la Dulce Gente, mostrando temporalmente tendencias autoritarias en la quinta temporada, como instalar múltiples cámaras en el reino e implantar chips de rastreo en cada ciudadano. Al final de la sexta temporada, Dulce Princesa es depuesta como gobernante tras una elección, donde se da cuenta de que ha hecho a la Dulce Gente demasiado poco inteligente. Tras la miniserie Stakes, Dulce Princesa es reinstaurada como gobernante y se vuelve menos sobreprotectora.

### Características
Dulce Princesa tiene la piel rosa claro y un «cabello» magenta largo, hecho de chicle. Su atuendo habitual es un vestido rosa de mangas abullonadas con adornos morados y una corona dorada con una joya turquesa. Entre muchos otros atuendos, a menudo lleva una bata de laboratorio y gafas durante experimentos científicos. Además, la corona y los pendientes de la Dulce Princesa tienen propiedades mágicas que la protegen de los poderes de control mental de el Lich, como se ve en el episodio «Mortal Folly».
Al estar hecha de chicle, Dulce Princesa puede deformar y reformar su biomasa, lo que le permite recuperar partes del cuerpo perdidas y fluctuar su edad biológica. Normalmente parece tener 18 años, aunque su edad real se estima en 827. Nació cientos de años antes de los eventos de la serie a partir de una sustancia similar al chicle, la «Madre Goma». Dulce Princesa se convierte temporalmente en una niña de 13 años tras el episodio final de la segunda temporada «Mortal Recoil» debido a la pérdida de demasiada biomasa tras ser atacada por el Lich, y es interpretada por Isabella Acres hasta el final de «Too Young», donde se restaura a su forma de 18 años.
En la séptima temporada, Dulce Princesa descubre que es una encarnación del «Elemental de Dulce», la encarnación viva del dulce como uno de los cuatro elementos clásicos del universo de Hora de aventuras (fuego, hielo, dulce y limo). Como Elemental, Dulce Princesa puede materializar diversas cantidades de dulce con sus manos y comunicarse con encarnaciones pasadas del Elemental. Cuando sus poderes elementales la consumen en la miniserie Elements, ella se conecta psíquicamente con todos los dulces del universo. Dulce Princesa puede transformar a otros en dulces, tras lo cual pierden la memoria de su vida anterior a la transformación.

### Relaciones
Dulce Princesa es amiga de Finn y Jake, con Jake ocasionalmente referido como su «caballero». Finn tiene un enamoramiento por Dulce Princesa en los primeros episodios, a menudo salvándola del Rey Helado, aunque eventualmente se da cuenta de que es demasiado mayor para él y que ella lo ve como un hermano menor. Sin embargo, después de que se besan para hacerla mayor, se implica que Finn tiene sentimientos residuales por un tiempo, lo que le causa conflictos cuando éste inicia una relación romántica con Princesa Flama. Dulce Princesa frecuentemente encarga misiones a Finn y Jake en servicio del Dulce Reino y a menudo se les ve socializando con ellos de manera más casual. Finn se refiere a Dulce Princesa como una de sus «mejores amigas en el mundo».
Dulce Princesa tiene un «vínculo» fuerte y una historia complicada con Marceline. Aunque inicialmente se muestran hostiles entre sí, en la tercera temporada se implica que tuvieron una relación romántica en el pasado. Esta historia fue confirmada fuera de pantalla por Olivia Olson, la actriz de voz de Marceline. En el episodio «What Was Missing», se revela que la posesión más «preciada» de Dulce Princesa es una camiseta que le dio Marceline, un hecho del que Marceline no estaba al tanto. Dulce Princesa finalmente intercambia la camiseta por el juguete de infancia querido de Marceline, Hambo, en el episodio «Sky Witch». En el episodio de la séptima temporada «Varmints», Dulce Princesa y Marceline recuerdan un pasado en el que solían pasar tiempo juntas y aventurarse con más libertad, algo que eventualmente dejaron de hacer. Dulce Princesa se abre a Marceline sobre el estrés de sus crecientes responsabilidades y lamenta que su obsesión por jugar a ser dios la haya llevado a alejar a Marceline. Se muestran cercanas y amigables a lo largo de la mayor parte de la serie, a pesar de que sus personalidades a menudo están en desacuerdo. Para la miniserie de la séptima temporada Stakes, Dulce Princesa se refiere a Marceline como su «mejor amiga» y expresa «felicidad» cuando Marceline dice que podrán «pasar tiempo juntas para siempre». En el episodio final, comparten un beso después de que Marceline salva a Dulce Princesa de GOLB, y se muestra que están en una relación en el epílogo. En Hora de aventura: Tierras lejanas, el episodio «Obsidian» se centra en la relación romántica de ambas. Se confirma que anteriormente fueron exnovias durante el tiempo de la serie principal, y varios años después, aún están juntas y viven en la cueva de Marceline. El episodio contiene una canción de amor titulada «Monster» de Marceline para Dulce Princesa.
Aunque parece que Dulce Princesa salió con un personaje masculino llamado Mr. Cream Puff, su sexualidad exacta, a diferencia de la de Marceline, no ha sido confirmada. Como tal, los críticos han argumentado que es bisexual, no binaria, queer, lesbiana, o una combinación de lo anterior, ya que ambas viven en un mundo donde «la sexualidad es algo fluida». El episodio de la décima temporada «Gumbaldia» revela que Mr. Cream Puff fue creado por Gumbald para distraer a Dulce Princesa, con la esperanza de encontrar una manera de controlarla mientras tanto.
El Rey Helado tiene una extraña fascinación por Dulce Princesa y ella es a menudo el objetivo de sus planes de secuestro y avances románticos. Se revela que ella le recuerda a su prometida Betty, a quien a menudo se refería como su «princesa». El episodio de la octava temporada «Broke His Crown» muestra a Marceline intentando que Dulce Princesa tenga términos más amigables con él. Dulce Princesa es frecuentemente vista en compañía de su «cercana» compañera, Lady Arcoíris. Dulce Princesa es frecuentemente representada montando en el lomo de Lady Arcoíris, y ambas tienen una gran confianza mutua.
Dulce Princesa tiene un hermano menor llamado Neddy, un «dragón de dulce» creado junto a ella desde la Madre Goma. Neddy vive debajo del Dulce Reino, donde Dulce Princesa lo mantiene aislado, ya que se asusta fácilmente. Dulce Princesa es muy protectora con Neddy, al igual que con la demás Dulce Gente, afirmando que Neddy simplemente está «construido de manera diferente... solo necesitamos respetarlo». La mayoría, si no todos, los ciudadanos del Dulce Reino fueron creados por Dulce Princesa. En «Bonnie y Neddy», Dulce Princesa declara que crear a la Dulce Gente fue una de las primeras cosas que hizo después de asegurar la seguridad de Neddy, y que extrañaba la experiencia de estar rodeada de otros que pudiera controlar, como había estado antes de dejar la Madre Goma. Debido a su naturaleza fácilmente asustada e infantil, la relación de Dulce Princesa con sus ciudadanos es tanto de gobernante como de «cuidadora», lo que ocasionalmente lleva a la exasperación de la monarca.
La primera creación de Dulce Princesa fue su «tío» Gumbald, a quien creó tras sentirse sola y desear un «compañero». Gumbald originó la idea de un Dulce Reino, pero se volvió tiránico e intentó convertirla en una Dulce Gente de mente simple usando «jugo tonto». Dulce Princesa rompe la botella en su mano en defensa propia, y él se convierte en un ponchera. Dulce Princesa también creó una «tía» Lolly y un «primo» Chicle, quienes también fueron convertidos en Dulce Gente por Gumbald con su «jugo tonto». Dulce Princesa decide convertirse en la gobernante del Dulce Reino y toma el apodo sarcástico de «princesa» como su título. Cerca del final de la serie, Gumbald, Lolly y Primo Chicle regresan a sus formas anteriores y buscan vengarse de Dulce Princesa, aunque Gumbald y Primo Chicle vuelven a ser Dulce Gente. Lolly se arrepiente y se reconcilia con Dulce Princesa, ayudándola a cuidar de Neddy, como se ve en el epílogo.
Otras creaciones de Dulce Princesa incluyen al Conde de Limonagrio y dos «esfinges de dulce» llamadas Goliad y Tormento. A pesar de intentarlo, Dulce Princesa no comprende las necesidades de Limonagrio, por lo que crea un hermano clon para él en «You Made Me». Ambos terminan robando la fórmula de vida de Dulce Princesa y creando sus propios súbditos en «All Your Fault», con el Limonagrio original convirtiéndose en un gobernante poderoso y cruel, como se muestra en «Another Five More Short Graybles». Tras la destrucción de los Limonagrios en «Lemonhope», Dulce Princesa recrea a Limonagrio usando sus restos. Desde entonces, se muestra que su relación con el nuevo Limonagrio es mucho más «amigable».
Un homólogo masculino de Dulce Princesa, el Dulce Príncipe, existe en las historias de «Fionna y Cake» del Rey Helado. La Dulce Princesa disfruta de la ciencia y habla con Lady Arcoíris en coreano. El Dulce Príncipe es aficionado a la repostería y tiene un amigo llamado Mister Monocromo, con quien se comunica usando código morse. El Dulce Príncipe es interpretado por Neil Patrick Harris y Andrew Rannells en Hora de aventuras: Fionna y Cake.

## Recepción
La relación de Dulce Princesa con Marceline ha generado cierta controversia. En un panel en 2014, Olivia Olson, quien da voz a Marceline, mencionó que Ward le dijo que ambas «salieron», aunque luego tuiteó: «Me gusta inventar cosas en los paneles. Ustedes se toman mis historias demasiado en serio». Poco después este tuit fue eliminado por ella misma.
Un video producido por Frederator Studios para ofrecer un «resumen» de Hora de aventuras insinuó aún más que Dulce Princesa y Marceline estaban en una relación; el video fue eliminado de YouTube, lo que generó más controversia. La revista Bitch vio la acción de Frederator como perjudicial para la aceptación de la homosexualidad en la televisión infantil. El productor ejecutivo Fred Seibert admitió más tarde que «nos dejamos llevar por las conjeturas de los fans y el arte subido de tono y fuimos un poco demasiado lejos» en la realización del video, que estaba destinado a proporcionar una salida para la opinión de los fans. Ward admitió que no quería «comentar realmente al respecto [porque] fue un gran alboroto».